# カタジィナ・パヴウォヴスカ
カタジィナ・パヴウォヴスカ（Katarzyna Pawłowska, 1989年8月16日 - ）は、ポーランドの女子自転車競技選手。ヴィエルコポルスカ県プジィゴジツェ出身。

## 来歴
2012年
- 世界選手権・女子スクラッチ 優勝
- ポーランド選手権・個人ロードレース 優勝
- ロンドンオリンピック・個人ロードレース 11位

2013年
- トラックワールドカップ
  - アグアスカリエンテス - ポイントレース & 個人追抜 優勝
- 世界選手権・女子スクラッチ 優勝